# Мок, Алоиз
Алоис Мок (нем. Alois Mock; 10 июня 1934, Ойратсфельд — 1 июня 2017) — австрийский государственный и политический деятель.

## Образование и ранняя карьера
Окончил Венский университет, где изучал право; позже продолжил образование в Болонье и Брюсселе. Специализировался по международному праву. Состоял членом католического студенческого сообщества в Вене. Вступил в Австрийскую народную партию, с которой связана вся его политическая карьера.

## Политическая карьера
С 1961 года — на государственной службе. Состоял помощником федерального канцлера Австрии Йозефа Клауса по вопросам, связанным с участием страны в европейской интеграции. С 1966 года — секретарь канцелярии федерального канцлера. В 1969 году стал самым молодым за всю историю страны федеральным министром образования, науки, исследований, искусств и спорта.
После поражения консерваторов на всеобщих выборах 1971 года сосредоточился на парламентской работе, став одним из деятельных членов оппозиции. Одновременно был избран бургомистром родного города. В 1979—1989 годах — председатель АНП. В 1979 был избран председателем либерально-консервативного Европейского демократического союза.

## Министр иностранных дел
Наибольшую известность получил во время своего пребывания в должности министра иностранных дел Австрии в 1987—1995 в правительствах «большой коалиции» с социалистами. Во время его руководства внешней политикой Австрии страна вошла в Европейский союз. Способствовал крушению «железного занавеса», открыв границу между Австрией и Венгрией в июне 1989 года, благодаря чему сотни беженцев из ГДР получили возможность через Венгрию мигрировать в Западную Европу. В 1987—1989 годах одновременно занимал в правительстве должность вице-канцлера.